# 1984 en jeu
Chronologie du jeu
- 1980
- 1981
- 1982
- 1983
- 1984
- 1985
- 1986
- 1987
- 1988

Cet article présente les faits marquants de l'année 1984 concernant le jeu.

## Évènements

### Compétitions
- 28 octobre : le Français Paul Ralle remporte le VIIIe championnat du monde d’Othello à Melbourne.

## Sorties
- BattleDroids, FASA Corporation : première édition de BattleTech
- Campaign Law, Iron Crown Enterprises : dernier ouvrage de Rolemaster 1re édition
- Fighting Fantasy - The Introductory Role-playing Game, Steve Jackson, Puffin Books
- Flight from the Dark (Les Maîtres des ténèbres), Joe Dever, Sparrow Books (coll. Lone Wolf)
- House of Hell (Le Manoir de l'Enfer), Steve Jackson, Puffin Books (coll. Fighting Fantasy)
- Mega, Michel Brassinne et Didier Guiserix, Jeux et Stratégie
- Paranoïa (Greg Costikyan, West End Games)